# Backkrönet
Backkrönet är en småort i Turinge socken i Nykvarns kommun i Stockholms län. Orten ligger ungefär 5 kilometer nordväst om Nykvarn.